# Psinomani-Kultur
Mit Psinomani-Kultur (Psinomani culture oder Psinomani complex) wird eine überwiegend nur archäologisch fassbare Kultur bezeichnet, die zwischen etwa 1000 und 1750 bestand und die erstmals 1964 für Minnesota beschrieben wurde. Artefakte dieser Kultur fanden sich inzwischen auch in Wisconsin, North Dakota, im Nordwesten der kanadischen Provinz Ontario, im südlichen Zentral-Manitoba und im östlichen Zentral-Saskatchewan. Sie war eine späte Phase der Woodland-Kultur und folgte um 1000 der Blackduck phase.

## Name
Der Name stammt aus der Dakotasprache und bedeutet etwa ‚Wildreissammler‘. Die frühere Bezeichnung Wanikan hingegen ist ein Ojibwa-Wort und bedeutet ‚Grube‘, ‚Loch in der Erde‘. Da Dakota-Nakota und Ojibwa oftmals in ihrer Geschichte Gegner waren, wurde die gleichsam als Fremdbezeichnung wahrgenommene Benennung geändert.

## Kennzeichen
Eine Ausprägung der Psinomani-Kultur ist die Sandy Lake ware, Tonwaren, die der Kultur ebenso zugewiesen werden, wie begehbare Begräbnishügel und – ebenfalls als Mounds – runde, konische Hügel mit flachen Begräbnisgruben (burial pits). Kennzeichnend sind weiterhin: anfängliche Hocklage der Toten mit Totengefäßen, kleine dreieckige Projektilspitzen, häufig aus Quarz, Vorrichtungen für die Verarbeitung von Reis, wie Dreschgruben, Abfall-Hügel (middens) und kleine saisonale Lager meist an Seen, sowie Wildreis als Vorratspflanze.
Diese Beschreibung gilt allerdings nur für den Bereich, in dem Wildreis wächst und in dem bestimmte Beerdigungspraktiken gängig waren. Weiter nordwärts erscheint zwar die Tonware vom Typ Sandy Lake, doch fehlen Spuren der Reisverarbeitung, der dort nicht oder schlecht gedeiht. Dies könnte auf saisonale Wanderungen Richtung Norden hindeuten, aber möglicherweise auch auf Anpassungen dort verbliebener Gruppen, die dennoch zur Psinomani-Kultur gehörten. Taylor-Hollings schlug vor, die Tonware als Übergangsphase der Middle/Late Woodland pottery der Lake Benton Phase zuzuordnen. Sie findet sich in Minnesota, South Dakota und Iowa und wurde zwischen 700 und 1200 hergestellt. Ähnlichkeiten bestehen auch zur Tonware von St. Croix-Onamia, die im zentralen Minnesota gefunden wurde.

## Gesetz über Schutz und Rückgabe von Grabfunden und ethnische Zuordnungen
Da die Sandy-Lake-Tonware auch den ersten Europäern bekannt war, die mit den dortigen Stämmen in Kontakt traten, verbindet sich der Sandy Lake mit den südlichen Dakota in Minnesota und den Nakota (Assiniboine) in den nördlicheren Gebieten.
Die Frage der ethnischen Zuordnung der Psinomani-Kultur ist für Archäologen allein schon deshalb von großer Bedeutung, weil die entsprechenden Gruppen entsprechend der Gesetzgebung der USA (NAGPRA) ein Anrecht auf Rückgabe der Artefakte ihrer Vorfahren haben. Das gilt insbesondere für menschliche Überreste. Die Folgen zeigen sich etwa in Minnesota. So wurden 1950 menschliche Überreste von 28 Individuen in Brown's Mounds (Eck Mounds genannt) im Hennepin County gefunden, bereits 1940 sechs an der Huber Mound site, Scott County. Der Fund von 1950 wurde vom Ausgräber der Late Woodland-Kathio phase zugewiesen, die etwa die Zeit zwischen 900 und 1300 umspannt, und damit der Psinomani-Kultur angehört, auf die sich die Dakota zurückführen. 1938 wurden die Überreste von 19 Menschen der Fingerson Mound site, im Pope County gelegen, ausgegraben, im selben Jahr weitere zehn an der Bartke Mound Group, ebenfalls im Pope County. Ähnlich 1964 an den Steele Mounds (Shakopee Mounds), Scott County, wo man zwar keine sterblichen Überreste, aber 54 Beigaben fand, die nach den Vorgaben des NAGPRA ebenfalls auf Verlangen wieder bestattet werden müssen. 1951 waren es 23 Individuen, die an der McKee site, Washington County entdeckt wurden, 1960 37 Individuen an der Crookston site, Polk County, 1950 ein Einzelfund im Crow Wing County, bereits 1905 einer an der Phelp's Island site, 1934 18 Individuen im Round Mound, Traverse County.
Dabei ist die Zuordnung zu einer bestimmten Kultur zwar möglich, kaum aber die zu einem heute bestehenden Stamm (tribe). All diese Funde können mit folgenden Stämmen in Verbindung gebracht werden: dem Flandreau Santee Sioux Tribe of South Dakota, dem Santee Sioux Tribe of Nebraska, dem Sisseton-Wahpeton Sioux Tribe of South Dakota, der Lower Sioux Indian Community of Minnesota, dem Spirit Lake Sioux Tribe of North Dakota, der Prairie Island Mdewakanton Sioux Community of Minnesota, dem Yankton Sioux Tribe of South Dakota, der Shakopee Dakota Community of Minnesota sowie der Upper Sioux Indian Community of the Upper Sioux Reservation.